# Japansk alka
Japansk alka (Synthliboramphus wumizusume) är en fågel i familjen alkor inom ordningen vadarfåglar som förekommer i nordöstra Asien. Den förekommer i vattnen utanför östra och södra Japan, men också Sydkorea. Arten är fåtalig och minskar i antal. IUCN anser den därför vara utrotningshotad och placerar den i kategorin sårbar (VU).

## Utseende
Japansk alka är en relativt liten alka (26 cm) med kort och tjock blågrå näbb och gulgröna ben och fötter. Sommartid har den svart huvud med svart tofs och vita streck på huvudsidorna ovanför ögat som mötes i nacken. Ovansidan är övervägande svartaktig och blågrå, medan strupen och undersidan är vit. Liknande arten kragalka saknar tofs och har svart strupe. 

## Läte
Två olika läten finns beskrivna, återgivna i engelsk litteratur som dels ett "byubyubuy" nattetid vid häckningskolonierna, dels ett sparvlikt och abrupt "chi chi chi chi".

## Utbredning
Den japanska alkan förekommer som namnet antyder i Japan, där längs kusterna och öarna utanför östra och södra delarna av landet, men också utanför Sydkorea. De viktigaste hänckningsplatserna är vid Kyushu (framför allt öarna Biro-jima, Koya-shima och Eboshi-jima) samt Izuöarna (Onbase-jima, Onohara-jima). Den har också konstaterats häcka på öarna Gugul och Jeju utanför Sydkoreas sydkust, tros förekomma vid ön Dok och kan möjligen även häcka i Peter den Stores bukt i Primorje kraj, Ryssland. Efter häckning rör sig fåglarna norrut utmed Japans stillahavskust mot Hokkaido. Fåglar har också påträffats vintertid i sydvästra delen av Japanska havet och vidare söderut till Ryukyuöarna.

## Levnadssätt
Japanska alkan häckar på obebodda skär och kuster mellan mitten av februari till tidigt i maj. Den häckar oftast i ensamma par eller små grupper, ibland även i större kolonier. Vid kolonierna är den nattlevande. Utanför häckningstid ses den ute till havs, mer tillfälligt i skyddade vikar.

### Häckning
Boet placeras vsnligen i klippskrevor och håligheter eller under stenbumblingar, men kan även gräva korta tunnlar i jord och under trädröster eller gräs. Den har också setts utnyttja bohålor utgrävda av andra arter. Däri lägger den två ägg som möjligen ruvas i 32–33 dagar av båda könen i omgångar om 24 till 72 timmar. Kläckningen sker nästan synkroniserat, inom några timmar från varandra.

### Föda
Japanska alkan lever mestadels av kräftdjursplankton och små fisklarver. Den födosöker huvudsakligen över kontinentalsockeln, vanligen i smågrupper till djup liknande kragalkan.

## Status och hot
Japansk alka är en fåtalig art med en världspopulation bestående av endast mellan 5 200 och 9 400 vuxna individer. Den tros också minska kraftigt i antal till följd av störningar vid häckningslokalerna, predation och bifångst vid drevnätsfiske. Internationella naturvårdsunionen IUCN kategoriserar därför arten som sårbar.

## Namn
Fågelns vetenskapliga artnamn wumizusume kommer av det japanska namnet på fågeln Umisuzume, som ordagrant betyder "havssparv".